# Madonna mit der Nelke
Die Madonna mit der Nelke ist ein Gemälde von Leonardo da Vinci, das um 1475 zum Ende der Frührenaissance in Italien entstand. Das Jugendwerk des Universalgenies ist seit 1889 in der Alten Pinakothek in München ausgestellt und ist das einzige Gemälde da Vincis in einem deutschen Museum.

## Das Werk
Das Werk hat das Format 62,3 × 48,5 cm, es wurde an der linken Seite um ca. 1,5 cm und an den übrigen Seiten einige Millimeter gekürzt. Später erfolgten links und rechts Anstückelungen. Ein nur rückseitig erkennbarer Riss wurde gesichert.
Aufgrund einer starken Wölbung der Pappelholzplatte hat man diese rückseitig abgehobelt. Die Ölfarbe weist Runzeln auf, die (nach Zöllner) auf eine unzureichende Kenntnis von Ölfarben schließen lassen. Die Verwendung von ölgebundenen Farben für die Malerei war seinerzeit noch neu. Die verwendete Maltechnik ist Tempera und Ölfarbe auf Pappelholz. Der schmuckvolle, farbig bemalte Rahmen stammt aus der Renaissancezeit. Der Erhaltungszustand ist gut.

## Motiv
Das Bild zeigt eine junge Madonna mit dem Christuskind, ein häufiges Motiv in der Christlichen Kunst des Mittelalters. Die junge Frau steht hinter einer Balustrade, das Jesuskind sitzt auf dem Geländer in einer unnatürlichen Haltung und wird von der Madonna mit einem Arm gehalten. Dessen erhobenes linkes Bein zeigt auf den Faltenwurf des goldgelben Unterrocks, der eine liegende Acht darstellt. Dies ist ein Hinweis auf die Geburt Christi, vgl. Fisch (Christentum). 
In der Bildmitte ist eine rote Nelke abgebildet, die von der Madonna angesehen wird; das Kind schaut hingegen gen Himmel. Die Nelke ist geheimnisvoll im Schatten abgebildet, während die Gesichter der Figuren im Licht erscheinen. 
Das Bild hat drei Tiefenebenen: Der Vordergrund mit dem Kind, der Bereich hinter den Personen bis zu den Fenstern und die Landschaft. 
Es gibt vier Fenster im Hintergrund, die auf die vier Himmelsrichtungen oder auf die vier Elemente hinweisen könnten. Im Hintergrund ist eine Landschaft mit Horizont abgebildet, wobei die Berge links und rechts des Madonnenkopfes leicht zu diesem geneigt sind.
Das Christuskind ist wohlgenährt und nackt. Die Madonna trägt eine wertvolle zeitgemäße Bekleidung  mit einer übergroßen Brosche, vgl. Felsgrottenmadonna. Ob eine Frau Modell gestanden hat, ist unbekannt.

## Geschichte
Die Maria mit dem Kinde wird aufgrund der Nelke, die Maria in ihrer Hand hält, auch als Madonna mit der Nelke bezeichnet. Bei dem Bild handelt es sich um ein frühes Werk Leonardos, das um 1475 noch in der Werkstatt seines Lehrmeisters Andrea del Verrocchio entstanden ist (Syre 2006, S. 274, Schumacher 2017, S. 359).
Der erste Besitzer des Bildes war höchstwahrscheinlich der Medici-Papst Clemens VII. (Pontifikat 1523–1534). Nach Giorgio Vasari besaß dieser ein Madonnenbild Leonardos mit einer Glasvase, wobei die Madonna mit der Nelke sein einzig bekanntes mit einer Blumenvase ist (Möller 1937, S. 32f.). Die sicher belegte Provenienz der Madonna mit der Nelke reicht nicht weit zurück. Ihr ältester, in der 2. Hälfte des 19. Jahrhunderts nachgewiesener Aufbewahrungsort, ist die Obere Apotheke von August Wetzler in Günzburg an der Donau. Wie das Gemälde nach Günzburg kam, ist nicht genau bekannt. Nach mündlicher Überlieferung sei es vorher in der 1806 aufgehobenen Kirche des Kapuzinerhospizes im nahen Burgau gewesen (Jedelhauser 2021, S. 13). Nach dem Tod von August Wetzler (1881) und seiner Frau Rosa Maria (1883) kam das Bild in den Besitz von Augusts unverheirateter Schwester Therese Wetzler. Diese wohnte in der ehemaligen Kommandantur der vorderösterreichischen Kaserne in der Augsburger Straße 16 (Jedelhauser, 2021, S. 17). Nach Thereses Tod im November 1885 wurde die Madonna mit dem gesamten Wohnungsinventar am 6./7. April 1886 versteigert.
Nach dem Bericht des Günzburger Antiquars Alfons Hug hat der Arzt Albert Haug das für 5 Mark aufgerufene Bild im Bieterwettbewerb mit einem jüdischen Bürger  für 47.50 Mark ersteigert. Er verkaufte im April 1889 das Gemälde für 800 Mark an die Alte Pinakothek in München – der damalige Schätzpreis lag bei 10000 Mark (Schumacher 2017, S. 351). Vor dem Erwerb für die Alte Pinakothek wurde das Bild durch Direktor Franz von Reber und Adolf Bayersdorfer primär der Schule von Leonardos Lehrer Verrocchio zugeordnet. Heinrich von Geymüller schrieb es im Herbst 1889 dann erstmals Leonardo da Vinci selbst zu. Als Kompensation für den geringen Ankaufspreis wurde Dr. Haug  Ende 1889 von Prinzregent Luitpold der Ritterorden vom Hl. Michael verliehen (Jedelhauser 2021, S. 21f.). Bei einer 1890 durchgeführten Bildanalyse kam auch Wilhelm Koopmann zu dem Ergebnis, dass das Bild aus der Verrocchio-Werkstatt nur von Leonardo selbst gemalt worden sein kann.
1906 nahm es Marcel Reymond für Verrocchio selbst in Anspruch, während Woldemar von Seidlitz 1909 darin nur ein Bild in der Manier des Verrocchio zu erkennen vermochte. Schmid versuchte (1893) das Bild dem Lorenzo di Credi zuzuschreiben. Er blieb mit der Ansicht allein. Dagegen vertraten Giovanni Morelli (1886), Rieffel (1891), Thiis (1909) und Venturi (1909) sogar nur die Ansicht, dass es sich bei dem Bild um eine Kopie eines verschollenen Leonardo-Werkes handelt. Doch bereits 1925 revidierte Venturi seine vormalige Ansicht und trat nun dafür ein, dass es sich doch um ein eigenhändiges Werk Leonardos handelt. Spätestens seit der sorgfältigen Untersuchung von Emil Möller im Münchner Jahrbuch der  bildenden Kunst von 1937/38 ist dies allgemein anerkannt (Schumacher 2017, S. 359). Eine Zeichnung Leonardos im Pariser Louvre die einen Kopf der Madonna zeigt, scheint diese Zuschreibung zu belegen. Auffällig ist die Brosche, die Maria auf dem Bild trägt und die man auch auf der Madonna Dreyfus in der National Gallery of Art in Washington, D.C. und der Madonna Benois in St. Petersburg sehen kann.

Details
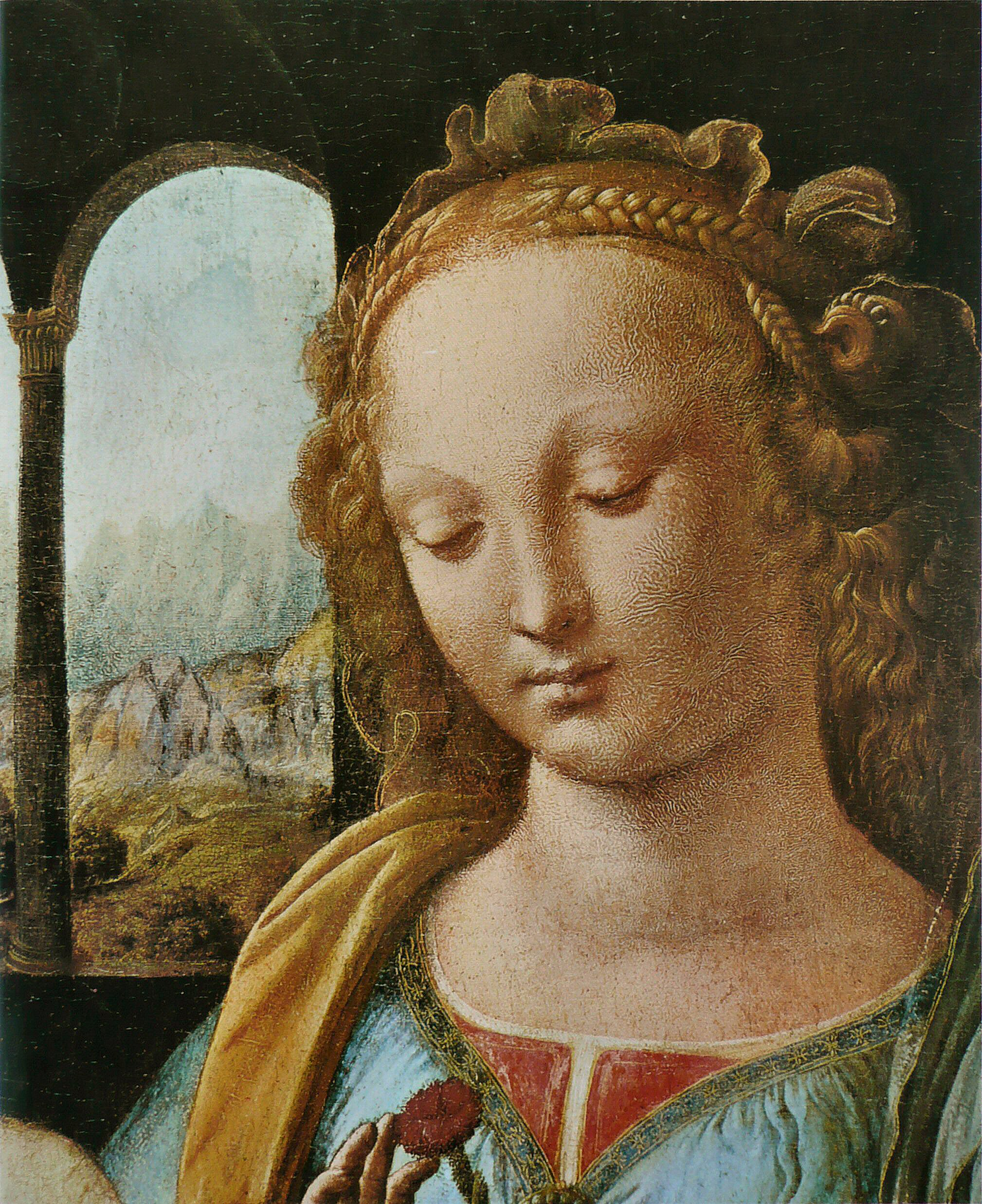
Gesicht der Madonna mit Nelke
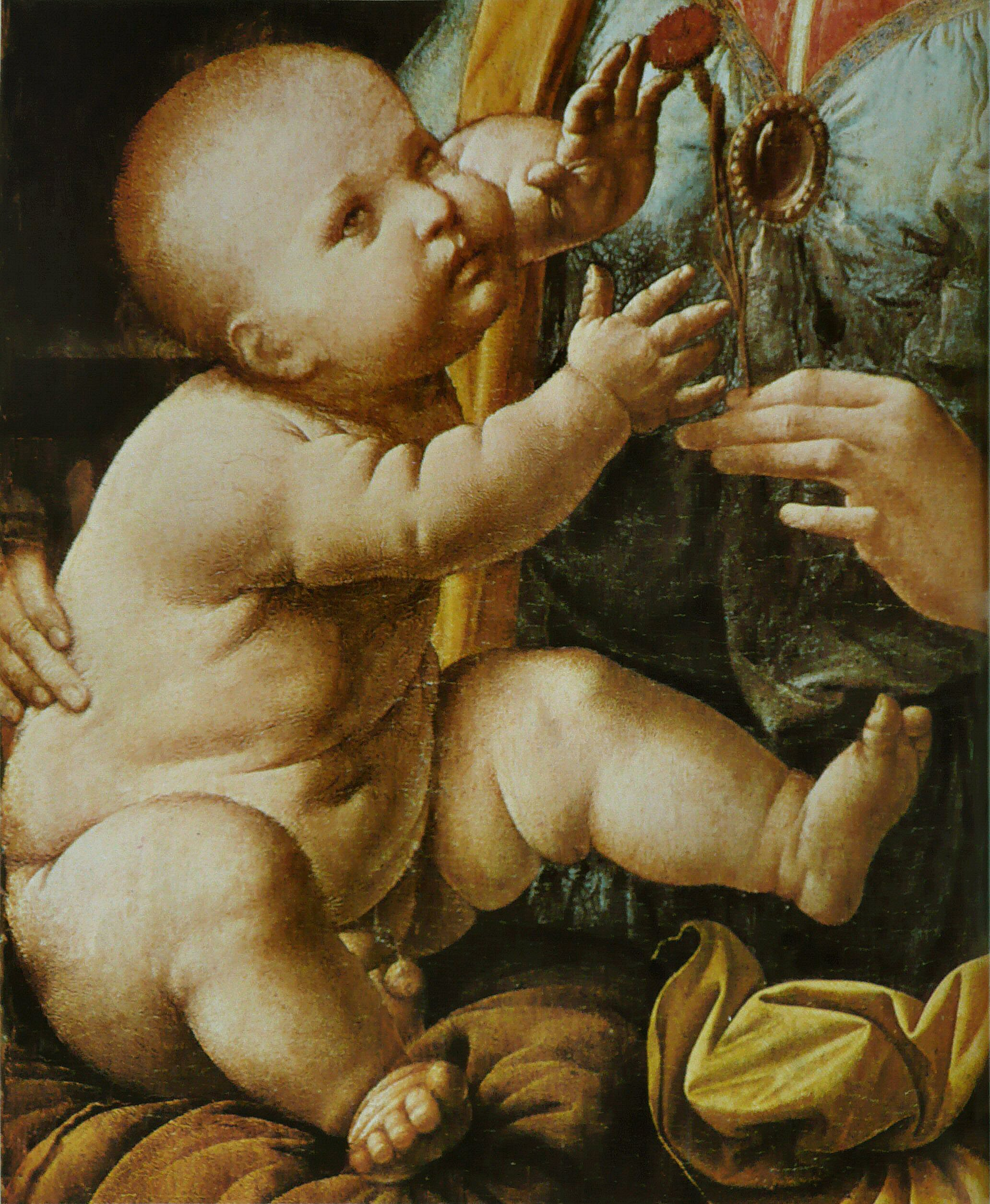
Jesuskind mit Nelke
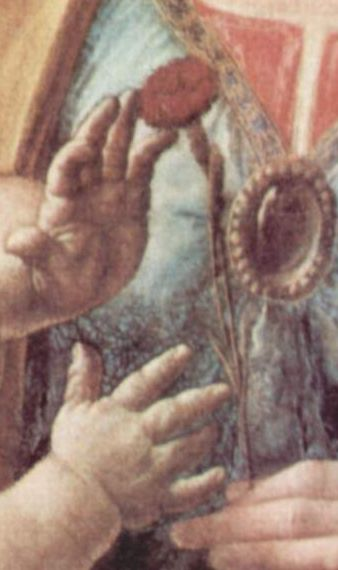
Nelke
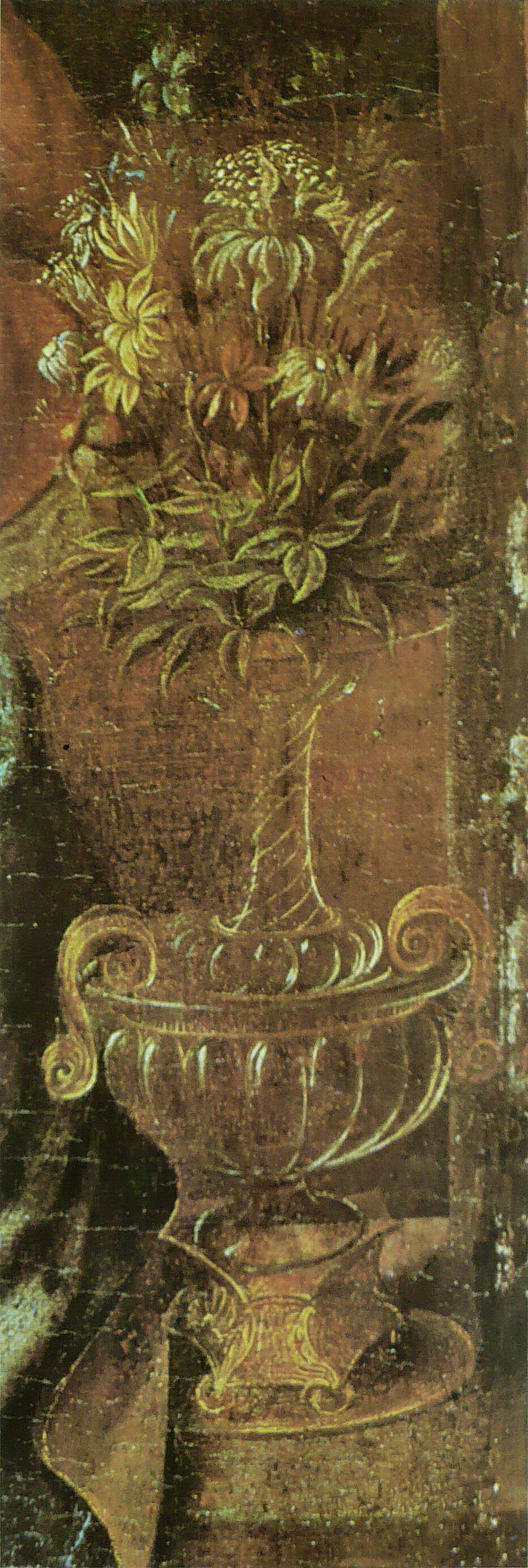
Vase
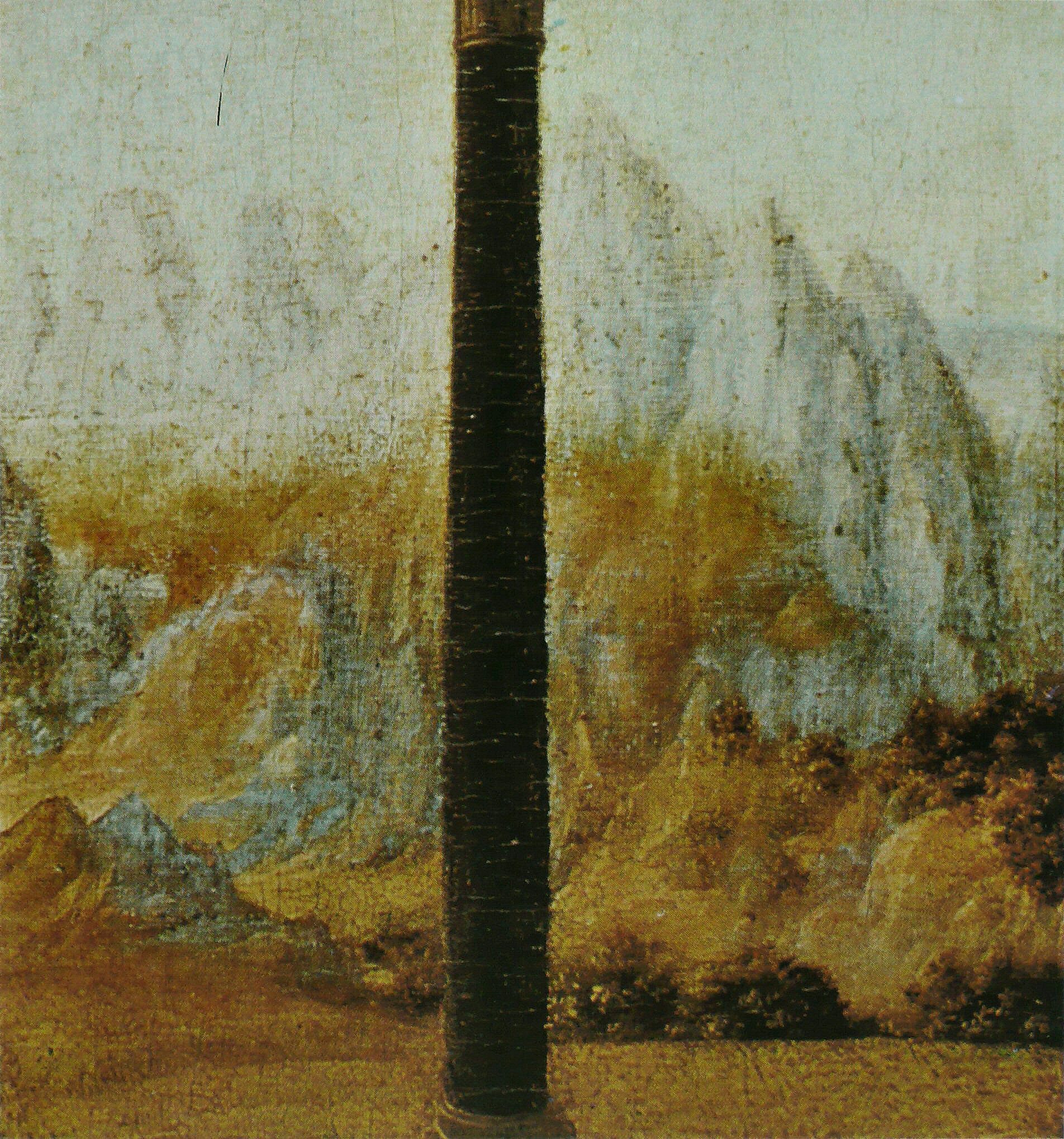
Rechte Fenstersäule mit Landschaft
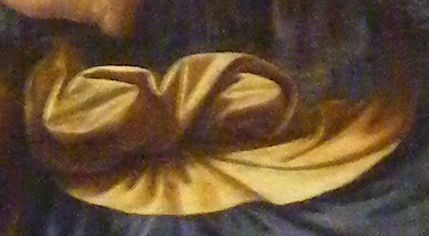
Lemniskate
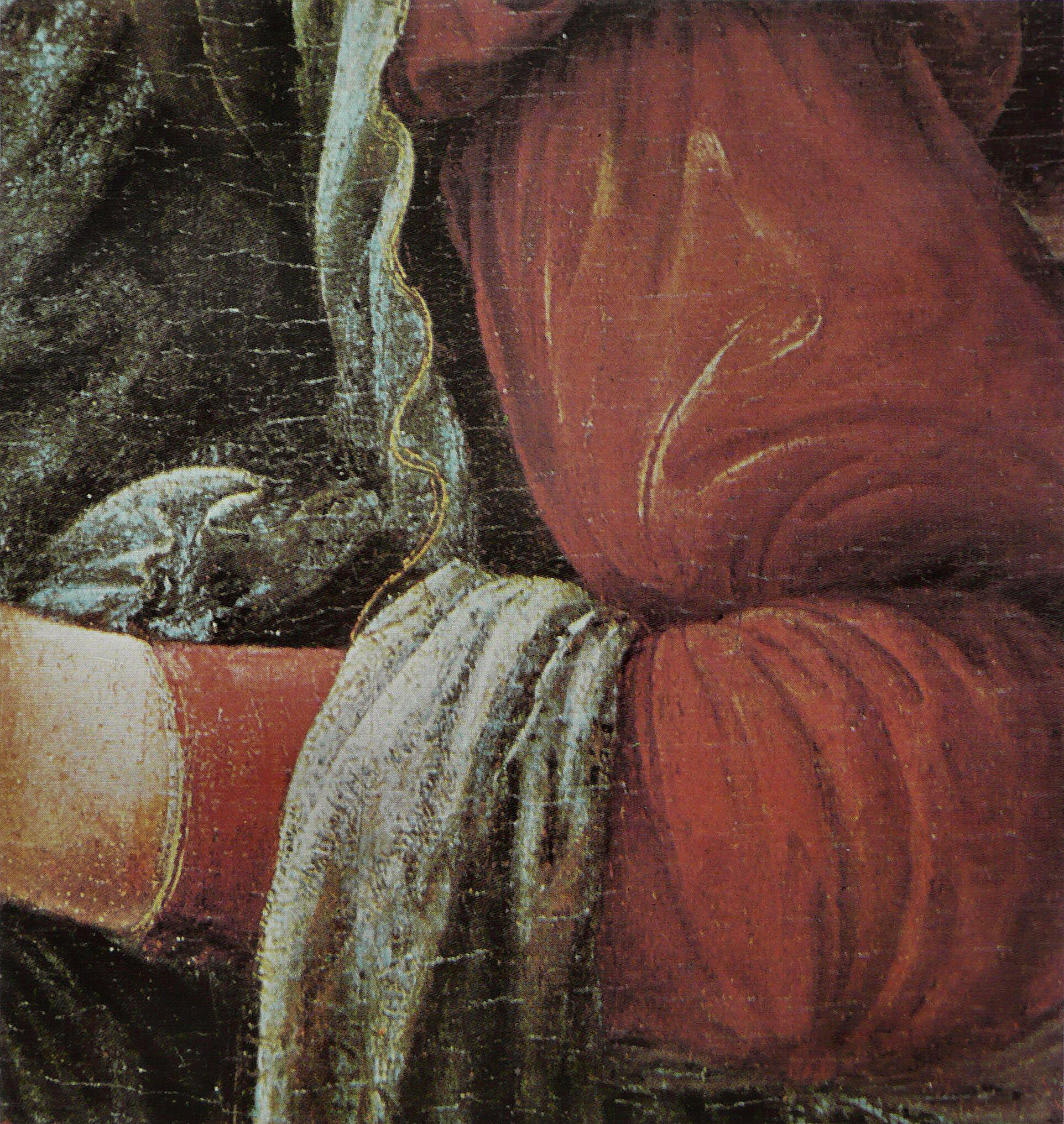
Umhang der Madonna, der über den Arm geworfen ist